# Sapekhburto K'lubi Martve
Il  Sapekhburto K'lubi Martve, meglio noto come Martve, è una squadra di calcio femminile georgiana con sede nella città di Kutaisi.

## Storia
Nel 2016 la squadra ha vinto il campionato georgiano femminile di calcio.Nel 2017 diventa per la seconda volta campione ottenendo la partecipazione alla fase di qualificazione della UEFA Women's Champions League 2017-2018 giocando contro: Gintra Universitetas, Konak e Partizán Bardejov. Nella Stagione 2018/2019 partecipa ancora alla UEFA Women's Champions League giocando contro: Glasgow City, Anderlecht, Górnik Łęczna.

## Palmarès
- Campionato georgiano femminile di calcio: 2

2016, 2017